# Trabea nigriceps
Trabea nigriceps är en spindelart som beskrevs av William Frederick Purcell 1903. Trabea nigriceps ingår i släktet Trabea och familjen vargspindlar. Inga underarter finns listade i Catalogue of Life.